# Рене Лаеннек
Рене Теофіль Гіацинт Лаенне́к (фр. René-Théophile-Hyacinthe Laennec / Laënnec, 17 лютого 1781, Кемпер, департамент Фіністер, Франція — 13 серпня 1826, Керлуанек, департамент Фіністер, Франція) — французький лікар і анатом, член Медичної академії Франції (з 1823 року). Винайшов і запровадив у практику стетоскоп та розробив методику аускультації тощо.

## Біографія
Рене Лаеннек виховувався у сім'ї свого дядька Гійома Лаеннека— відомого лікаря часів французької революції, ректора Нантського університету, що вплинуло на його захоплення медициною.
З 14 років навчався у шпиталях Нанта, вже тоді відвідував розтини у секційній. У 18 років взяв участь у громадянській війні, а у 1801 вступив на навчання у клініці Шаріте у Парижі.
У студентські роки погляди Лаеннека формувалися під впливом Жана-Нілоля Корвізара і Марі Франсуа Ксав'є Біша.
Студентом Паризького університету, почав роботу з вивчення туберкульозу. Під час аутопсій померлих від сухот, Лаеннек виділяв специфічні утворення в різних органах, які він назвав туберкуломами (лат. tuberculum — горбок). Встановив специфічність туберкульозного процесу задовго до відкриття збудника. Вважав туберкульоз заразною хворобою.
З 1799 року працював військовим лікарем, а з 1801 року — в одній з паризьких клінік.
Коли мав 21 рік Лаеннек опублікував у Jornal de Medicine працю, в якій вичерпно описав клінічні ознаки і патологію перитоніту. З 1814 року — редактор цього журналу.
У 1804 році, у своїй дисертації припустив, що Гіппократ — збиральне ім'я, а його праці — колективні.

У 1816 році розробив власний метод опосередкованої аускультації за допомогою паперового стетоскопа. Першим піддослідним стала повна 19-річна дівчина Марі Мелані Басет. Лаеннек писав:
« У 1816 році мене було запрошено до однієї молодої дами, в якої виявлялися загальні ознаки серцевої хвороби, у якої прикладання руки, як і перкуссія не дали ніяких результатів внаслідок наявного значного жирового прошарку. Вік і стать хворої не дозволили застосувати мені аускультацію вухом, прикладеним до області серця… Я взяв декілька листів паперу, згорнув їх у щільний циліндр, приставив один його кінець до області серця і приклав вухо до іншого. Я був в однаковій мірі здивований і задоволений, коли почув удари серця такі ясні та чіткі, якими ніколи не чув їх при неопосередкованій аускультації…»
Свій винахід Лаеннек назвав «Le Cylindre» — «циліндр». Скоро, любитель точності та грецької мови Лаеннек, перейменував свій інструмент на «стетоскоп» (буквально — «оглядач грудей»).

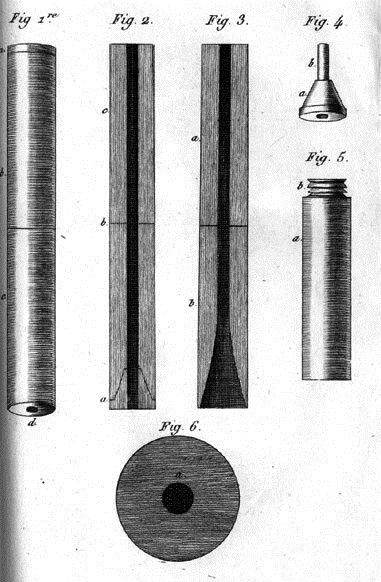
Стетоскоп Лаеннека

У 1819 році вийшла відома праця «Про опосередковану аускультацію, або розпізнавання хвороб легень і серця, засноване на новому методі дослідження» («De l'auscultation mediate, ou traite du diagnostic des maladies des poumons et du coeur»). У своїх двотомній праці Лаеннек вперше дав детальну клініко-анатомічну картину крупозної пневмонії, бронхіту, бронхіальної астми, бронхоектатичної хвороби, плевриту, гідротораксу, мітрального стенозу, езофагіту, перитоніту, цирозу печінки, аускультативних ознак аневризми аорти.
У 1826 році помер від туберкульозу. Ймовірно саме праця в секційному залі коштувала Лаеннекові життя: на початку своєї діяльності, розпилюючи хребець, уражений туберкульозним процесом, пошкодив собі вказівний палець. На місці поранення виник «туберкул», як пише Лаеннек, він двічі припік ляпісом рану і «все пройшло», але через 21 рік він помер від міліарного туберкульозу.

## Досягнення
Першим пов'язав анатомію з клінічними ознаками, дав морфологічний опис багатьох патологічних процесів, зокрема цирозу печінки. Дав опис і рекомендації щодо лікування туберкульозу легень, що мають значення і тепер. Довів можливість виліковування цього захворювання.